# Дефиле (военное дело)

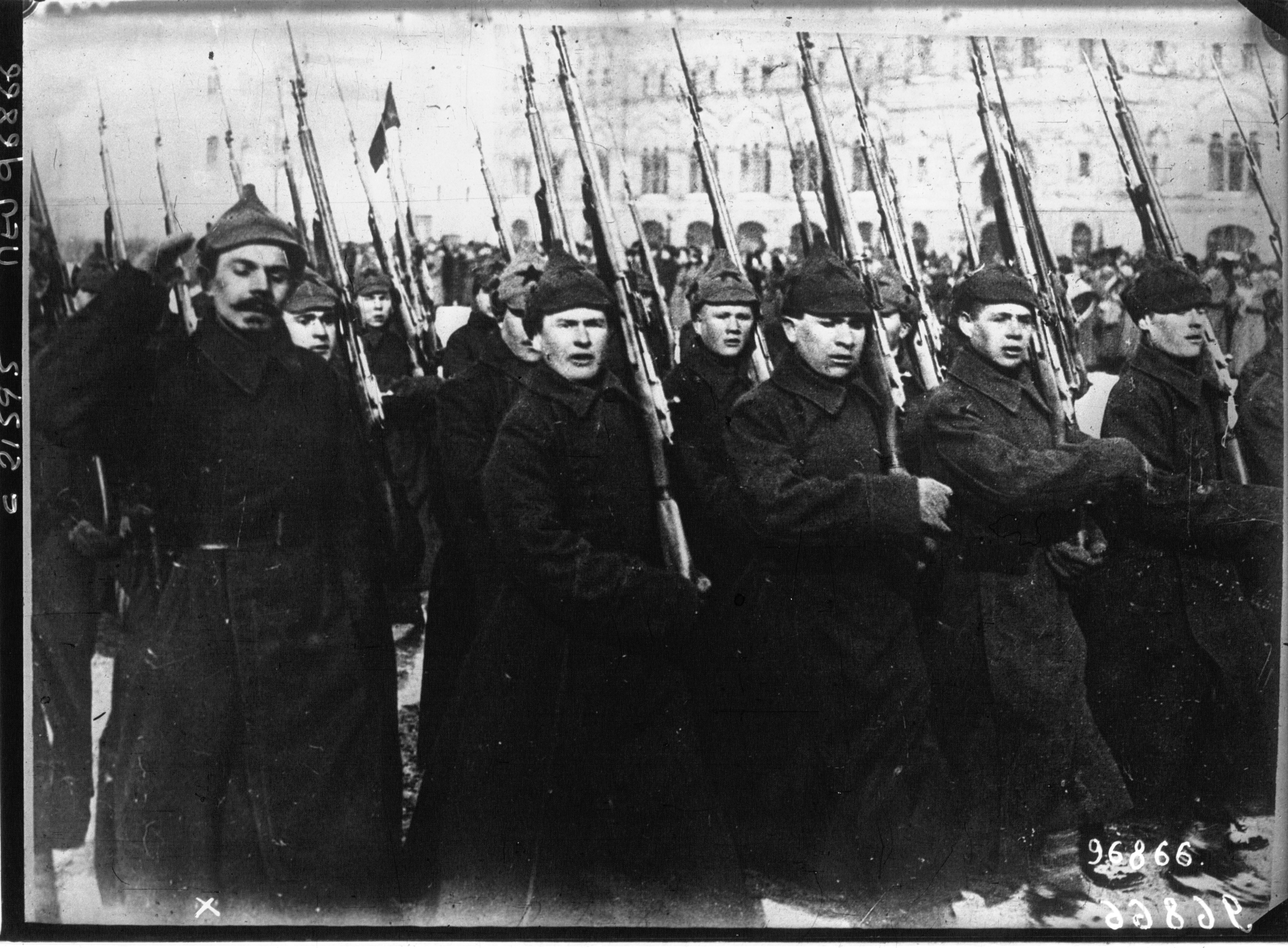
Дефилирование на параде, Красная площадь, Москва, 1922 год.

Дефиле (фр. défilé) или теснины в военном деле:
1. узкие проходы в естественных преградах или в труднопроходимой местности, которые могут быть использованы для передвижения своих войск или, наоборот, для воспрепятствования передвижения по ним войск противника.
2. показ (демонстрация) военнослужащими приёмов и способов перестроения с оружием на парадах; плац-концерт;

Таким образом, дефилировать в военном деле:
1. проходить через ущелье;
2. проходить церемониальным маршем[2][3].

## Основное значение (узкий проход)
Дефиле как узкий проход в тактическом отношении является понятием относительным, прямо зависящим от численности войскового соединения. Например, дефиле для дивизии может не быть таковым для батальона или меньшего по численности подразделения.
К дефиле в военном смысле относятся все местности, пригодные в качестве маршрутов для передвижения войск, но ограниченные с обоих флангов труднопроходимыми препятствиями — ущелья, горные перевалы, узкие межозёрные перешейки, тоннели, мосты, броды, дамбы и плотины на реках, гати и дороги через болота, дороги и просеки через густые и обширные леса, улицы населённых пунктов, тоннели и др.
Оборона дефиле может быть как пассивная, так и активная. В первом случае обороняющаяся сторона стремится только преградить противнику проход по дефиле или выход из него, а сама не намерена переходить в наступление через дефиле. Тогда позиция для войск выбирается, как правило, внутри дефиле или позади него. Во втором случае воюющая сторона имеет целью обеспечить за собой проход своих войск по обе стороны дефиле для наступления или отступления для своих войск. При этом при позиция всегда предпочитается впереди дефиле для предотвращения захвата противником контроля над ним хотя бы с одной стороны.

## Другие значения (демонстрация)

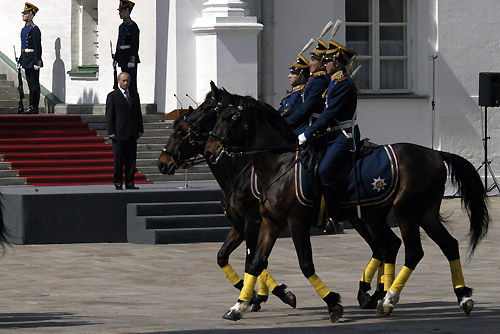
Дефиле Кавалерийского почётного эскорта Президентского полка.

Дефиле в военном деле называется также показ (демонстрация) военнослужащими приёмов и способов перестроения с оружием на парадах и смотрах. Кроме того, термин дефиле применяется к демонстрационной выездке конных подразделений. Последнее значение также часто используется в отношении схожего вида конного спорта.